# Sean Kingston
Sean Kingston, artiestennaam van Kisean Anderson (Miami, 3 februari 1990), is een Jamaicaans-Amerikaanse zanger. Zijn Jamaicaanse wortels leven voort in zijn artiestennaam, want Kingston is de hoofdstad van Jamaica.

## Carrière
Sean Kingston beleefde in 2007 zijn doorbraak, door met zijn eerste single Beautiful girls direct de eerste plaats van de Amerikaanse Billboard Hot 100 te bereiken. De single stond vijf weken op nummer 1, en bereikte later ook de eerste plaats in onder meer het Verenigd Koninkrijk, Brazilië en Hongarije. In september 2007 kwam het nummer uit in Nederland, waar het werd uitgeroepen tot alarmschijf. In de Nederlandse Top 40 bereikte Beautiful girls de achtste positie, in de Vlaamse Ultratop 50 de tiende.
Zijn tweede single Me love was minder populair en kwam in Nederland niet verder dan de tipparade.
Zijn eerste album, Sean Kingston, met daarop onder meer de hit Beautiful girls, kwam uit in de zomer van 2007. Zijn tweede album, Tomorrow, verscheen in 2009.
In 2010 bracht Kingston met Justin Bieber een nieuw nummer uit: Eenie meenie. In 2010 was hij ook te zien in The Suite Life on Deck, als zichzelf.
Op 29 mei 2011 was Kingston betrokken bij een jetski-ongeval en werd naar het ziekenhuis gebracht. Hij raakte levensgevaarlijk gewond maar overleefde het incident.
In juni 2016 claimde Kingston dat een ketting ter waarde van 300.000 dollar van zijn nek was gestolen. Naar aanleiding van een aangifte door Kingston werd een politieonderzoek gestart.

## Discografie

### Albums
| Album met eventuele hitnotering(en) in de Nederlandse Album Top 100 | Datum van verschijnen | Datum van binnenkomst | Hoogste positie | Aantal weken | Opmerkingen |
| ------------------------------------------------------------------- | --------------------- | --------------------- | --------------- | ------------ | ----------- |
| Sean Kingston                                                       | 2007                  | 22-09-2007            | 91              | 1            |             |
| Tomorrow                                                            | 2009                  | -                     |                 |              |             |
| Back 2 life                                                         | 2013                  | -                     |                 |              |             |

### Singles
| Single met eventuele hitnotering(en) in de Nederlandse Top 40 | Datum van verschijnen | Datum van binnenkomst | Hoogste positie | Aantal weken | Opmerkingen                                                        |
| ------------------------------------------------------------- | --------------------- | --------------------- | --------------- | ------------ | ------------------------------------------------------------------ |
| Beautiful girls                                               | 2007                  | 08-09-2007            | 8               | 11           | Alarmschijf / Nr. 11 in de Single Top 100                          |
| Me love                                                       | 2007                  | 08-12-2007            | tip13           | -            |                                                                    |
| Fire burning                                                  | 2009                  | 12-09-2009            | tip10           | -            | Nr. 66 in de Single Top 100                                        |
| Feel it                                                       | 2009                  | 30-01-2010            | tip10           | -            | met Three 6 Mafia, Tiësto & Flo Rida / Nr. 62 in de Single Top 100 |
| Eenie meenie                                                  | 2010                  | -                     |                 |              | met Justin Bieber / Nr. 95 in de Single Top 100                    |

| Single met hitnotering(en) in de Vlaamse Ultratop 50 | Datum van verschijnen | Datum van binnenkomst | Hoogste positie | Aantal weken | Opmerkingen                        |
| ---------------------------------------------------- | --------------------- | --------------------- | --------------- | ------------ | ---------------------------------- |
| Beautiful girls                                      | 2007                  | 15-09-2007            | 10              | 17           |                                    |
| Fire burning                                         | 2009                  | 22-08-2009            | 29              | 6            |                                    |
| Face drop                                            | 2009                  | 09-01-2010            | tip18           | -            |                                    |
| Eenie meenie                                         | 2010                  | 26-06-2010            | 47              | 3            | met Justin Bieber                  |
| Beat it                                              | 2013                  | 20-04-2013            | tip9            | -            | met Chris Brown & Wiz Khalifa      |
| Amore e capoeira                                     | 2018                  | 28-07-2018            | tip             | -            | met Takagi & Ketra & Giusy Ferreri |

- Bibliothèque nationale de France: cb15577793m (data)
- Gemeinsame Normdatei: 135497043
- International Standard Name Identifier: 0000 0000 5957 8123
- Library of Congress Control Number: no2007116707
- MusicBrainz: f7eb3be3-1065-4a53-94d4-e2d0c15c0b33
- Nationale Bibliotheek van Tsjechië: osa2010577877
- Nationale Bibliotheek van Israël: 987008816729705171
- Virtual International Authority File: 8145971593132332880
- WorldCat: E39PBJymBJYPWmq6Gmhyyp4Qbd